# Bělá (district de Semily)
Pour les articles homonymes, voir Bělá.
Bělá  (en allemand : Biela) est une commune du district de Semily, dans la région de Liberec, en République tchèque. Sa population s'élevait à 275 habitants en 2021.

## Géographie
Bělá se trouve à 12 km au sud-est de Semily, à 38 km au sud-est de Liberec et à 88 km au nord-est de Prague.
La commune est limitée par Libštát au nord-ouest, par Svojek au nord-est et à l'est, par Stará Paka au sud et par Nová Ves nad Popelkou à l'ouest.

## Histoire
La première mention écrite de la localité date de 1542.

## Galerie

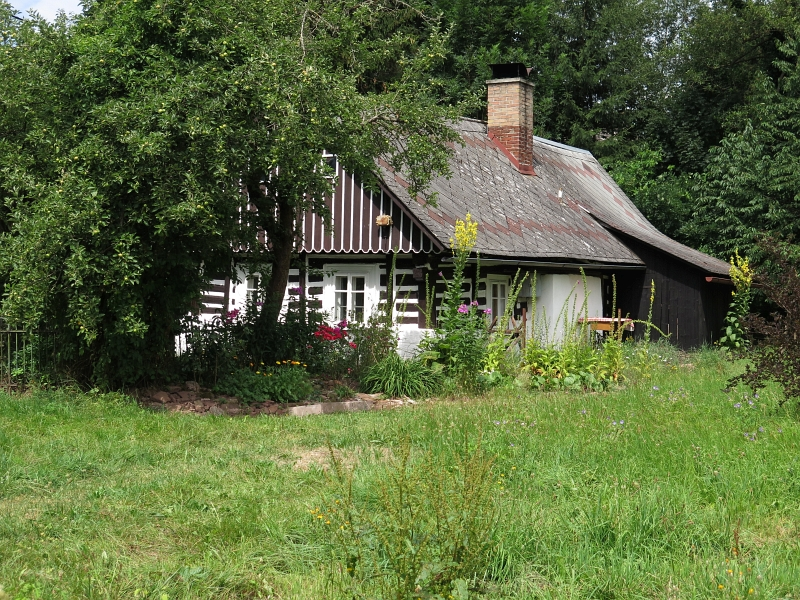
Architecture traditionnelle.
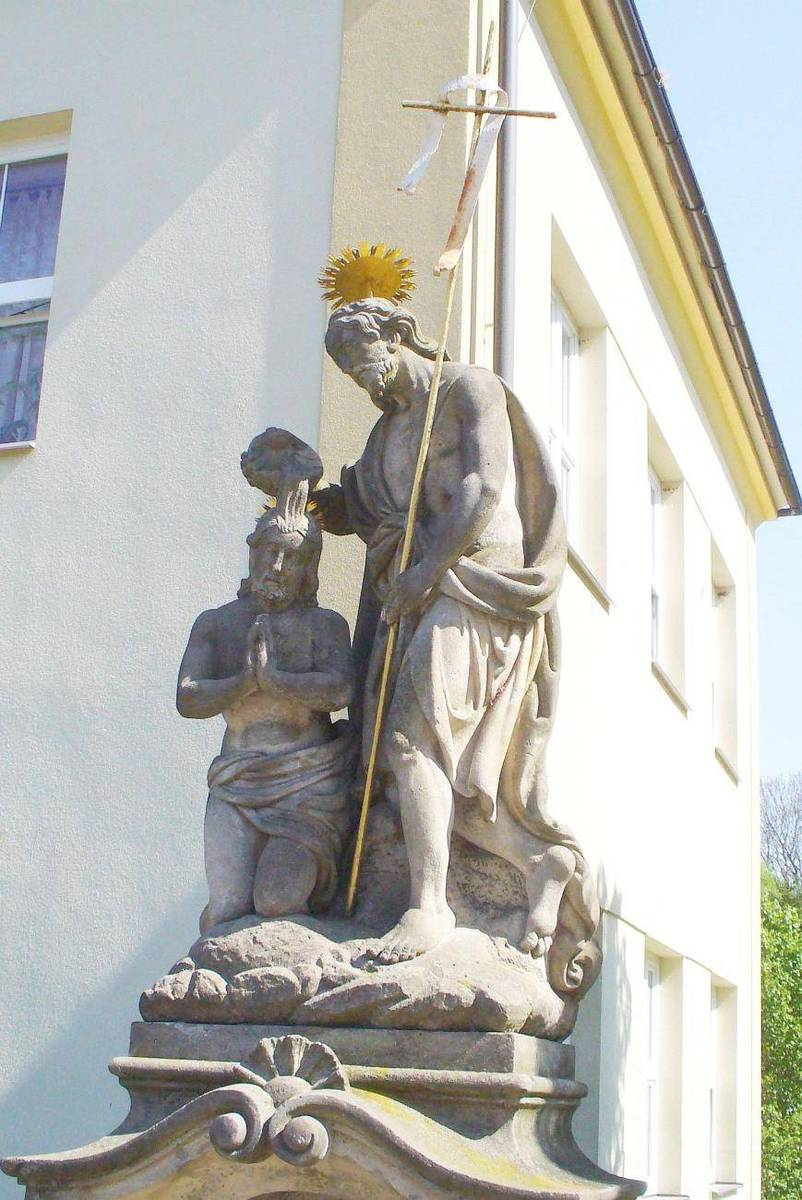
Sculpture de Saint-Jean-Baptiste au baptême de Jésus.

## Transports
Par la route, Bělá se trouve à 9 km du centre de Nová Paka, à 15 km de Semily, à 52 km de Liberec et à 115 km de Prague.